# روبرت هيلر
روبرت هيلر (بالإنجليزية: Robert Heller)‏ هو صحفي بريطاني، ولد في 10 يونيو 1932، وتوفي في 28 أغسطس 2012.